# Euproctis flavicincta
Euproctis flavicincta är en fjärilsart som beskrevs av Antonius Johannes Theodorus Janse 1915. Euproctis flavicincta ingår i släktet Euproctis och familjen tofsspinnare. Inga underarter finns listade i Catalogue of Life.